# السر (بكيل المير)

تعديل مصدري - تعديل

السر هي إحدى قرى عزلة صبران بمديرية بكيل المير التابعة لمحافظة حجة، بلغ تعداد سكانها 7 نسمة حسب تعداد اليمن لعام 2004.